# Autorradiografia

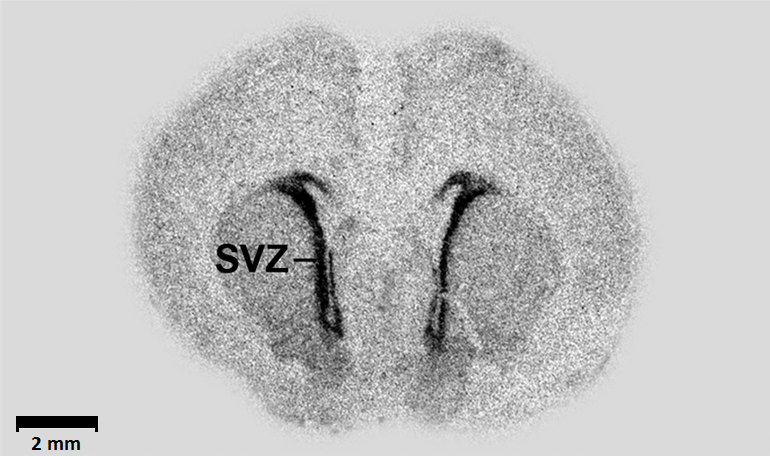
Autoradiografia de uma fatia do cérebro coronal, retirada de um rato embrionário. O marcador de ligação GAD67 é altamente expresso na zona subventricular.

Uma autorradiografia, em certas literaturas também citada como auto-radiografia, é uma imagem em um filme de raios X ou emulsão nuclear produzido pelo padrão de emissões de decaimento (e.g., partículas beta ou raios gama) de uma distribuição de uma substância radioativa. Alternativamente, a autoradiografia também é disponível como imagem digital (autorradiografia digital), devido ao recente desenvolvimento de detectores de gás por cintilação ou sistemas de imagem por fosforescência de terras raras. O filme ou emulsão é posicionado na seção de tecido marcado para obter a auto-radiografia (também chamado de autorradiograma).  O prefixo auto- indica que a substância radioativa está dentro da amostra, diferentemente do caso da historradiografia ou microrradiografia, nas quais a amostra é marcado usando uma fonte externa. Algumas autorradiografias podem ser examinadas microscopicamente para localização de grãos de prata (como no interior ou exterior de células ou organelas)na qual o processo é denominado micro-autorradiografia. Por exemplo, micro-autorradiografia foi usada para examinar se atrazina estava sendo metabolizado pela planta antócero ou por  microorganismos epifíticos na camada de biofilme circundando a planta.